# Nartheciaceae
Classification APG III (2009)
Famille
La famille des Narthéciacées (Nartheciaceae) regroupe des plantes monocotylédones.
En France on peut citer Narthecium ossifragum que l'on rencontre dans les tourbières de l'ouest de la France, ainsi que l'Ossifrage de Reverchon (Narthecium reverchonii), endémique de Corse.

## Étymologie
Le nom vient du genre Narthecium boîte à parfum romaine, qui elle-même dérive du grec νάρθηξ (narthex), un fenouil géant aux feuilles parfumées, nom utilisé par Theophraste pour désigner l'espèce Ferula communis (Apiaceae). Le mot narthex est maintenant utilisé pour désigner le portique interne aménagé à l'entrée des églises byzantines, paléochrétiennes ou médiévales.

## Description
Ce sont des plantes herbacées, à inflorescences en racème, à petites fleurs avec des tépales en partie libres qui persistent après la floraison.

## Classification
En classification classique de Cronquist (1981) cette famille n'existe pas et ces plantes étaient incluses dans les Liliacées.
Cette famille a été restaurée par la classification phylogénétique APG II (2003) et comprend 41 espèces réparties en 5 genres : Aletris, Lophiola, Metanarthecium (en), Narthecium et Nietneria (en).

## Liste des genres
Selon World Checklist of Selected Plant Families (WCSP) (15 avr. 2010), Angiosperm Phylogeny Website (20 mai 2010) et NCBI (15 avr. 2010) :
- genre Aletris L. (1753)
- genre Lophiola Ker Gawl. (1813)
- genre Metanarthecium Maxim. (1867)
- genre Narthecium Huds. (1762)
- genre Nietneria Klotzsch ex Benth. (1883)

## Liste des espèces
Selon World Checklist of Selected Plant Families (WCSP) (15 avr. 2010) :
- genre Aletris L. (1753)
  - Aletris alpestris Diels (1905)
  - Aletris aurea Walter (1788)
  - Aletris bracteata Northr. (1902)
  - Aletris capitata F.T.Wang & Tang (1978)
  - Aletris cinerascens F.T.Wang & Tang (1978)
  - Aletris farinosa L. (1753)
  - Aletris foliata (Maxim.) Makino & Nemoto, Fl. Japan (1931)
  - Aletris foliolosa Stapf, Trans. Linn. Soc. London (1894)
  - Aletris foliosa (Maxim.) Bureau & Franch. (1891)
  - Aletris glabra Bureau & Franch. (1891)
  - Aletris glandulifera Bureau & Franch. (1891)
  - Aletris gracilis Rendle (1906)
  - Aletris laxiflora Bureau & Franch. (1891)
  - Aletris lutea Small (1899)
  - Aletris megalantha F.T.Wang & Tang (1951)
  - Aletris nana S.C.Chen (1981)
  - Aletris obovata Nash (1903)
  - Aletris pauciflora (Klotzsch) Hand.-Mazz. (1936)
  - Aletris pedicellata F.T.Wang & Tang (1943)
  - Aletris scopulorum Dunn, J. Linn. Soc. (1908)
  - Aletris spicata (Thunb.) Franch. (1896)
  - Aletris stenoloba Franch. (1896)
  - Aletris × tottenii E.T.Br. (1961)
  - Aletris yaanica G.H.Yang (1987)
- genre Lophiola Ker Gawl. (1813)
  - Lophiola aurea Ker Gawl. (1813)
- genre Metanarthecium Maxim. (1867)
  - Metanarthecium luteoviride Maxim. (1867)
- genre Narthecium Huds. (1762)
  - Narthecium americanum Ker Gawl. (1812)
  - Narthecium asiaticum Maxim. (1867)
  - Narthecium balansae Briq. (1901)
  - Narthecium californicum Baker, J. Linn. Soc. (1876)
  - Narthecium ossifragum (L.) Huds. (1762)
  - Narthecium reverchonii Celak. (1887)
  - Narthecium scardicum Koanin (1913)
- genre Nietneria Klotzsch ex Benth. (1883)
  - Nietneria corymbosa Klotzsch & M.R.Schomb. ex B.D.Jacks. (1894)
  - Nietneria paniculata Steyerm., Fieldiana (1951)

Selon NCBI (15 avr. 2010) :
- genre Aletris
  - Aletris farinosa
  - Aletris foliosa
  - Aletris glabra
  - Aletris laxiflora
  - Aletris lutea
  - Aletris pauciflora
    - Aletris pauciflora var. khasiana

  - Aletris rigida
  - Aletris spicata
  - Aletris stenoloba
- genre Lophiola
  - Lophiola americana
  - Lophiola aurea
- genre Metanarthecium
  - Metanarthecium luteoviride
- genre Narthecium
  - Narthecium asiaticum
  - Narthecium californicum
  - Narthecium ossifragum
- genre Nietneria
  - Nietneria paniculata